# روبرت بریتو لوسیانو
روبرت بریتو لوسیانو (به پرتغالی: Robert Brito Luciano) مهاجم اهل برزیل است که در شهر ووته ردونده و در تاریخ ۸ سپتامبر ۱۹۸۷ به دنیا آمده‌است.
روبرت بریتو لوسیانو در تیم‌های فوتبال Volta Redonda سابقهٔ حضور دارد.